# Derde persoon (computerspelterm)

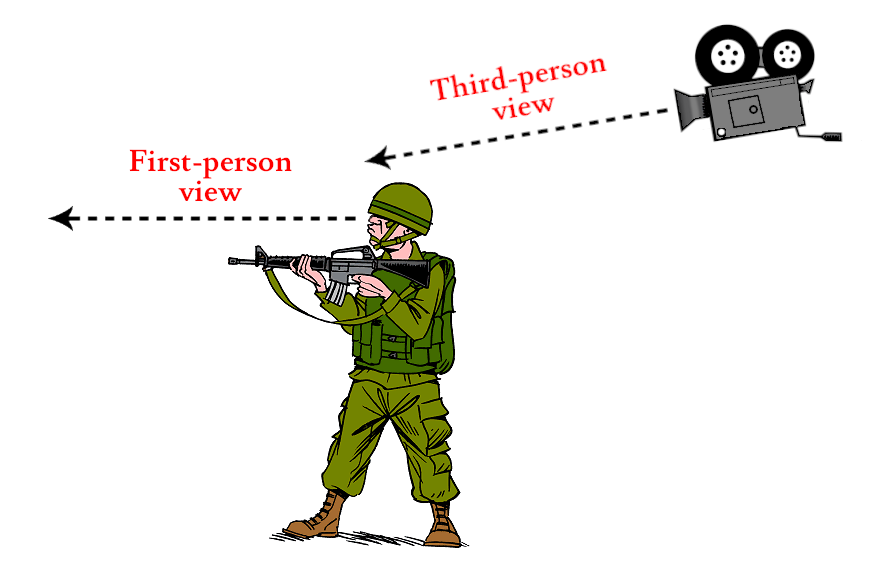
Een illustratie van de verschillende cameraperspectieven

De term derde persoon (in het Engels third-person) duidt in computerspellen op het perspectief dat de speler in een spel heeft. In een spel met een derdepersoonsperspectief ziet de speler het spel van achter het personage dat de speler bestuurt. Het bekendste genre dat dit perspectief gebruikt is de third-person shooter.
Een genre dat vaak gebruikmaakt van het derdepersoonsperspectief is de third-person shooter. In deze spellen ligt de nadruk op schietactie, terwijl de speler het personage vanuit een extern camerastandpunt bestuurt. Dit biedt voordelen zoals een beter overzicht van de omgeving en de mogelijkheid om snel rond het personage te kijken. Één van de bekendste voorbeelden van een third-person shooter is Fortnite.

Het derdepersoonsperspectief wordt niet alleen in shooters gebruikt, maar ook in andere genres, zoals actie-avonturenspellen en survivalhorrorgames.

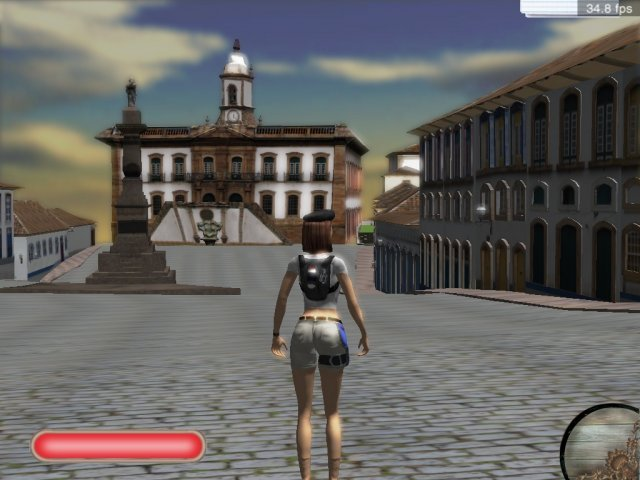
Schermafdruk van Estrada Real Digital; een spel met een derde persoons perspectief.